# Stobi

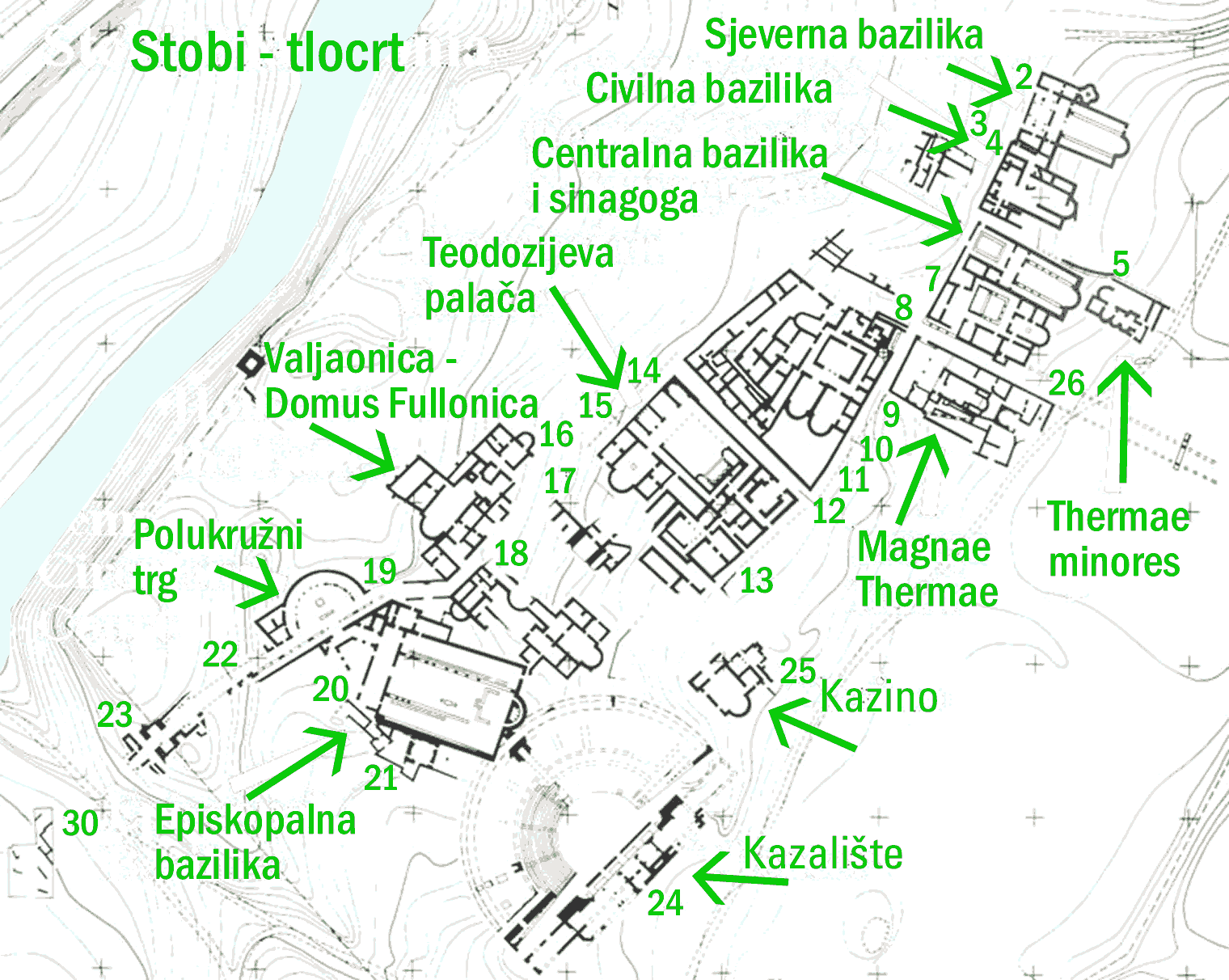
Plan des fouilles de Stobi.

Stobi (en grec ancien, Στόβοι) est une ville antique de Péonie, région de la Macédoine septentrionale. Elle est située sur la rive gauche de l'Érigon (actuelle Tsrna), non loin de son confluent avec l'Axios - actuel Vardar - dans la municipalité de Gradsko. À 150 km environ au nord de Thessalonique et à 80 km au sud de Skopje, Stobi occupait une importante position de verrou dans la vallée du Vardar, sur l'axe stratégique reliant la Mer Égée au bassin du Danube, comme l'indique Artémidore, cité par Strabon. Également reliée à la Via Egnatia par Heraclea Lyncestis, et à Sardique par une troisième route, Stobi jouissait d'une position particulièrement favorable qui explique sa prospérité, et son importance militaire, lorsque l'axe Thessalonique-Sirmium devint vital pour cette partie de l'empire romain.

Stobi antique

Cette importance explique la romanisation rapide de la ville macédonienne : sous Auguste, Stobi est un oppidum civium Romanorum, c'est-à-dire comporte une communauté romaine assez nombreuse pour obtenir certains privilèges politiques. C'est sans doute sous le règne du même Auguste qu'elle devient municipium Stobensium, et jouit de surcroît, tout comme Philippes, du ius Italicum. Capitale de la Macedonia Salutaris (en), et sans doute de la Macédoine Seconde à partir du Ve siècle, évêché, elle fut peut-être élevée au rang de métropole. Durement éprouvée par l'invasion des Ostrogoths de Théodoric en 482, elle le fut victime d'un tremblement de terre en 518, et ne se remit jamais de ces désastres : elle aurait été abandonnée vers la fin du VIe siècle.

## Topographie
La ville de Stobi, occupant trois terrasses surplombant la Crna, était enfermée par une enceinte datant sans doute du IIIe siècle, et dont le côté oriental, longeant l'Érigon, fut abandonné pour être remplacé, à la fin du IVe siècle, par une muraille intermédiaire, plus loin de la rivière. Le périmètre habité délimité par cette enceinte, mesurait environ 700 m de long sur 350 m de large, pour une surface de 24 ha. La principale porte monumentale, se trouve sur le côté occidental de la muraille, de même que la nécropole la plus importante, en usage jusqu'à la période byzantine.
Les fouilles, concentrées sur la partie nord-ouest de la ville, se sont organisées autour de deux rues, de direction nord-est - sud-ouest, et grossièrement parallèles, dites Via principalis superior et inferior. En raison de la forte pente du terrain, la ville s'étageait sur des terrasses : les deux rues mentionnées se trouvant sur le bord oriental de ces terrasses étaient ainsi au même niveau que les bâtiments qu'elles longeaient à l'Ouest, mais plus hautes de 2 m environ que les bâtiments situés à l'Est, sur la terrasse inférieure. Les édifices dégagés le long de ces voies (basiliques chrétiennes, vastes maisons particulières, bains, théâtre) ont montré par leur importance et la richesse de leur décoration, la prospérité de la ville au Bas-Empire.

## Fastes épiscopaux
L'évêché de Stobi est bien documenté, grâce aux inscriptions retrouvées sur place et aux listes conciliaires : le premier évêque à nous être connu est Boudios qui était présent au Concile de Nicée en 325. Comme le suggère F. Papazoglou, le fait qu'il fut le seul évêque macédonien à y assister avec celui de Thessalonique, indique peut-être l'importance ecclésiastique particulière de Stobi à cette époque.
Un deuxième évêque, Eustathios, est connu par une inscription découverte en 1983 dans un sol de mosaïques de l'ancienne Basilique épiscopale : la datation de cette phase de la basilique situerait cet évêque à la fin du IVe siècle.
Une autre inscription gravée sur un linteau de la Basilique épiscopale mentionne le “très saint évêque Philippos” comme dédicant de l'édifice. Sa datation, très discutée, ferait de Philippos l'évêque de Stobi dans la première moitié du Ve siècle, si l'on attribue cette phase de la basilique à cette époque, plutôt qu'aux alentours de 500. 
Le concile de Chalcédoine, en 451, donne le nom d'un quatrième évêque de Stobi, en la personne de Nikolaos.
On connaît encore trois évêques : Phocas, présent au concile de Constantinople, en 553 ; Joannes, au sixième concile œcuménique de Constantinople en 680 ; Margarites, au  deuxième synode  in Trullo, de 692, alors que la ville antique avait presque certainement disparu. Pour ces deux derniers évêques, il devait donc s'agir d'un siège fictif.
Il est possible que Stobi ait été élevée au rang de métropole ecclésiastique, sans que cela soit certain. Enfin, il faut ajouter que le christianisme à Stobi a sûrement dû bénéficier de l'impact de la visite de l'empereur Théodose, qui y prit deux décrets sur le statut privilégié de cette religion, en 388.

## Exploration archéologique
Stobi est la ville la mieux fouillée de Macédoine septentrionale : l'exploration systématique de ses ruines, identifiées en 1861 par Léon Heuzey, a commencé en 1924, avec B. Saria, à la suite de fouilles allemandes superficielles pendant la Première Guerre mondiale. Interrompue en 1940, elle ne reprend véritablement qu'en 1970, sous la direction de James Wiseman et Dj. Mano-Zissi, puis de Blaga Aleksova.

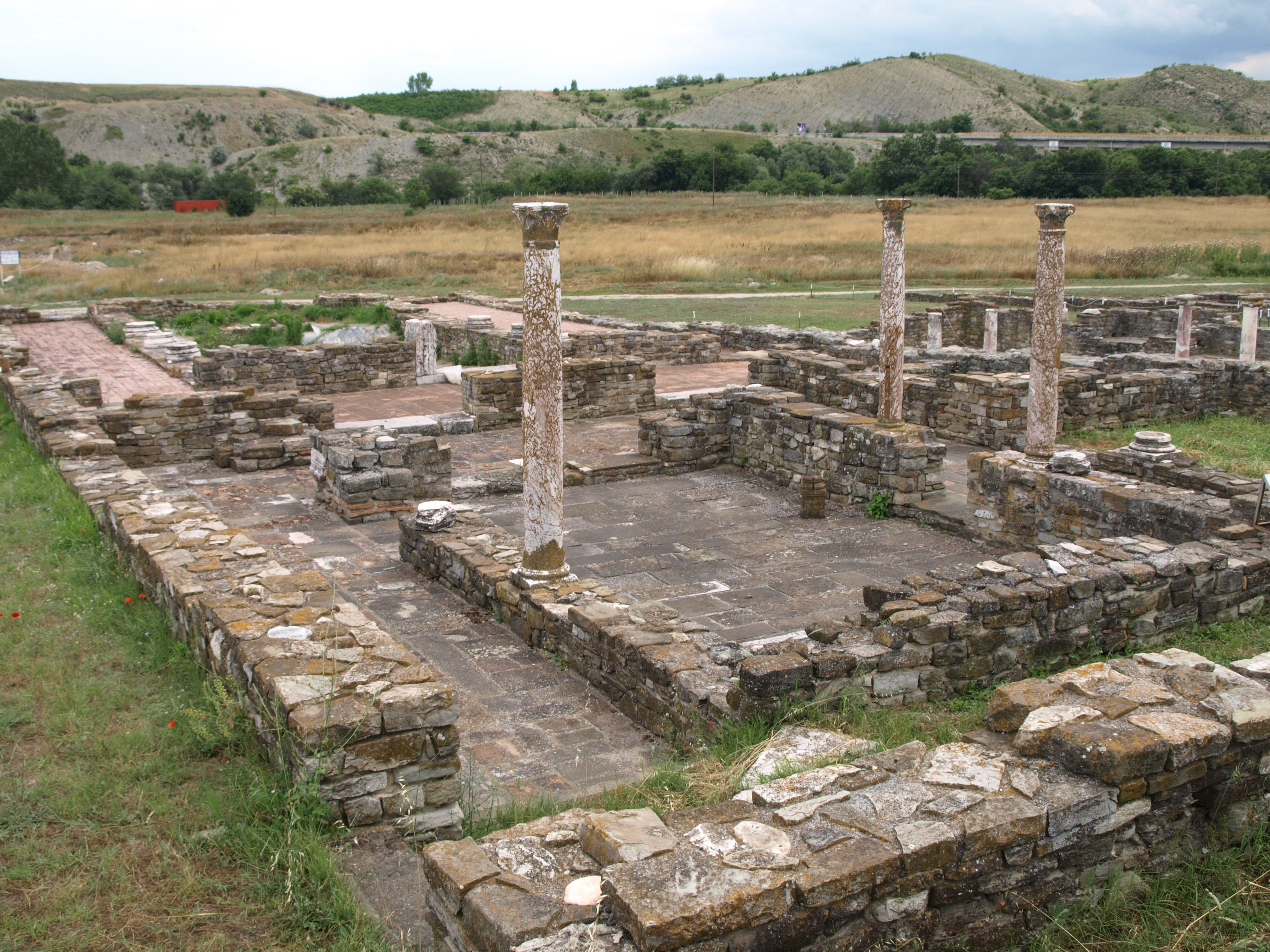
Ruines d'une villa
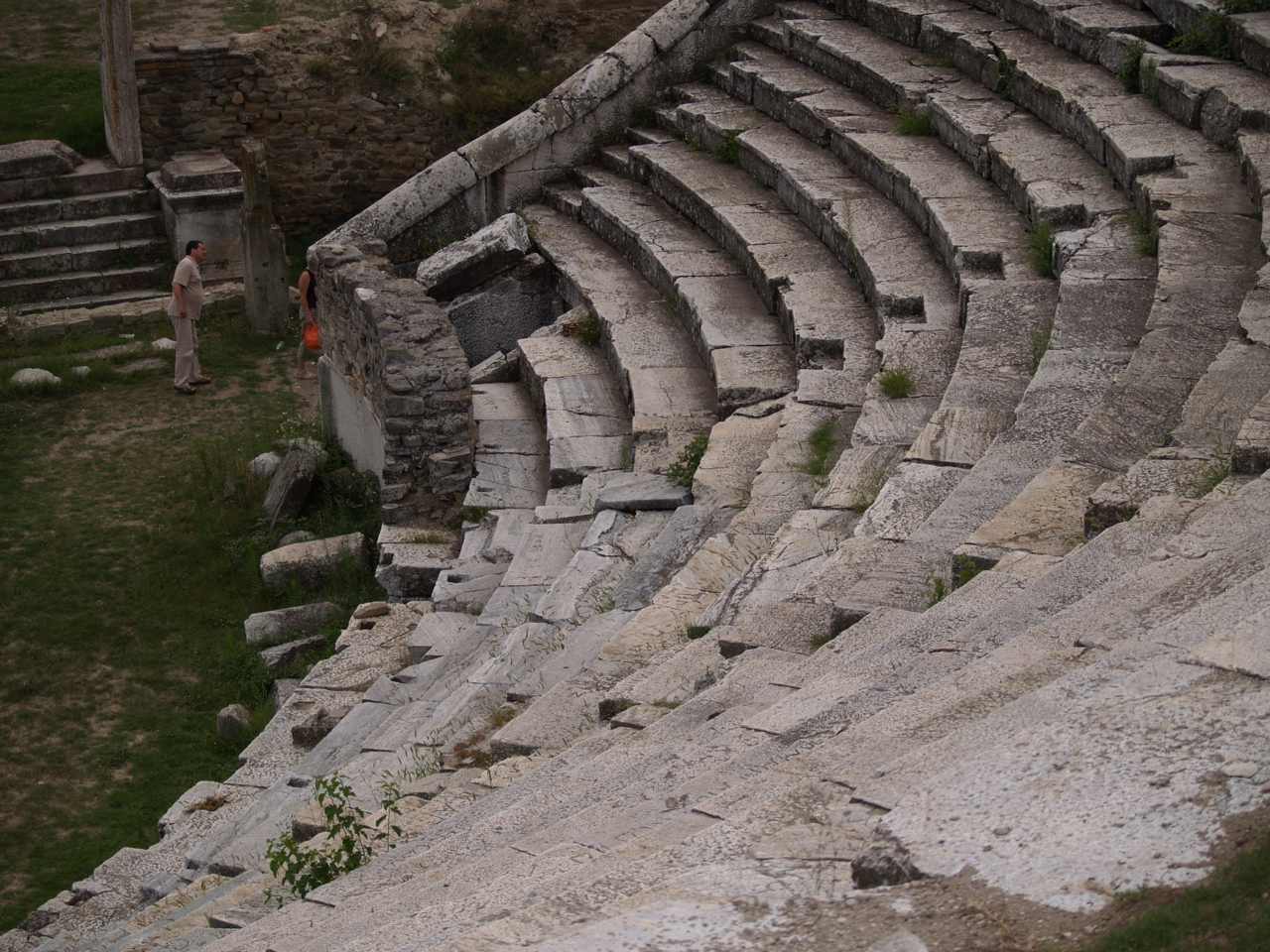
Le théâtre
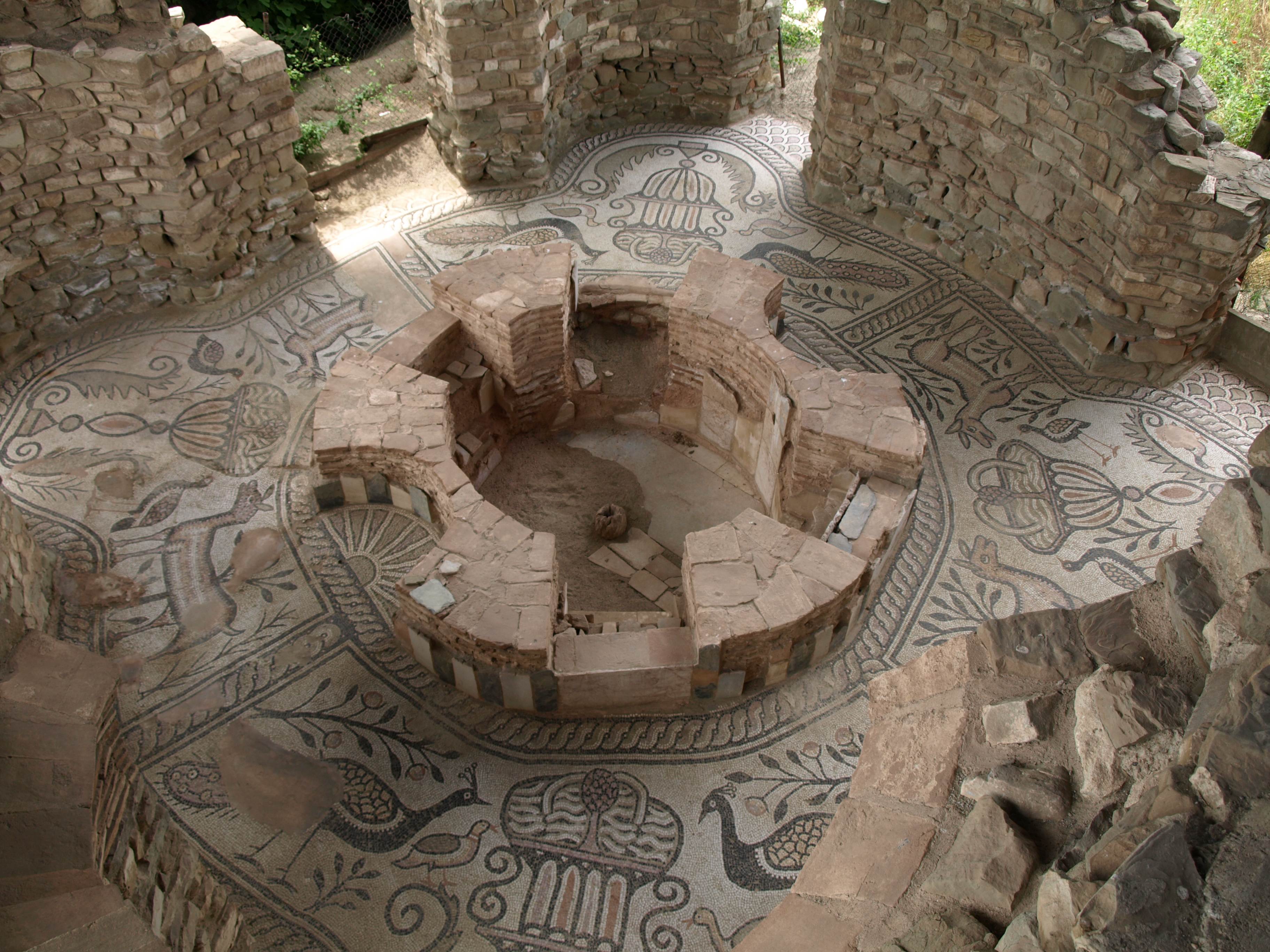
Le baptistère
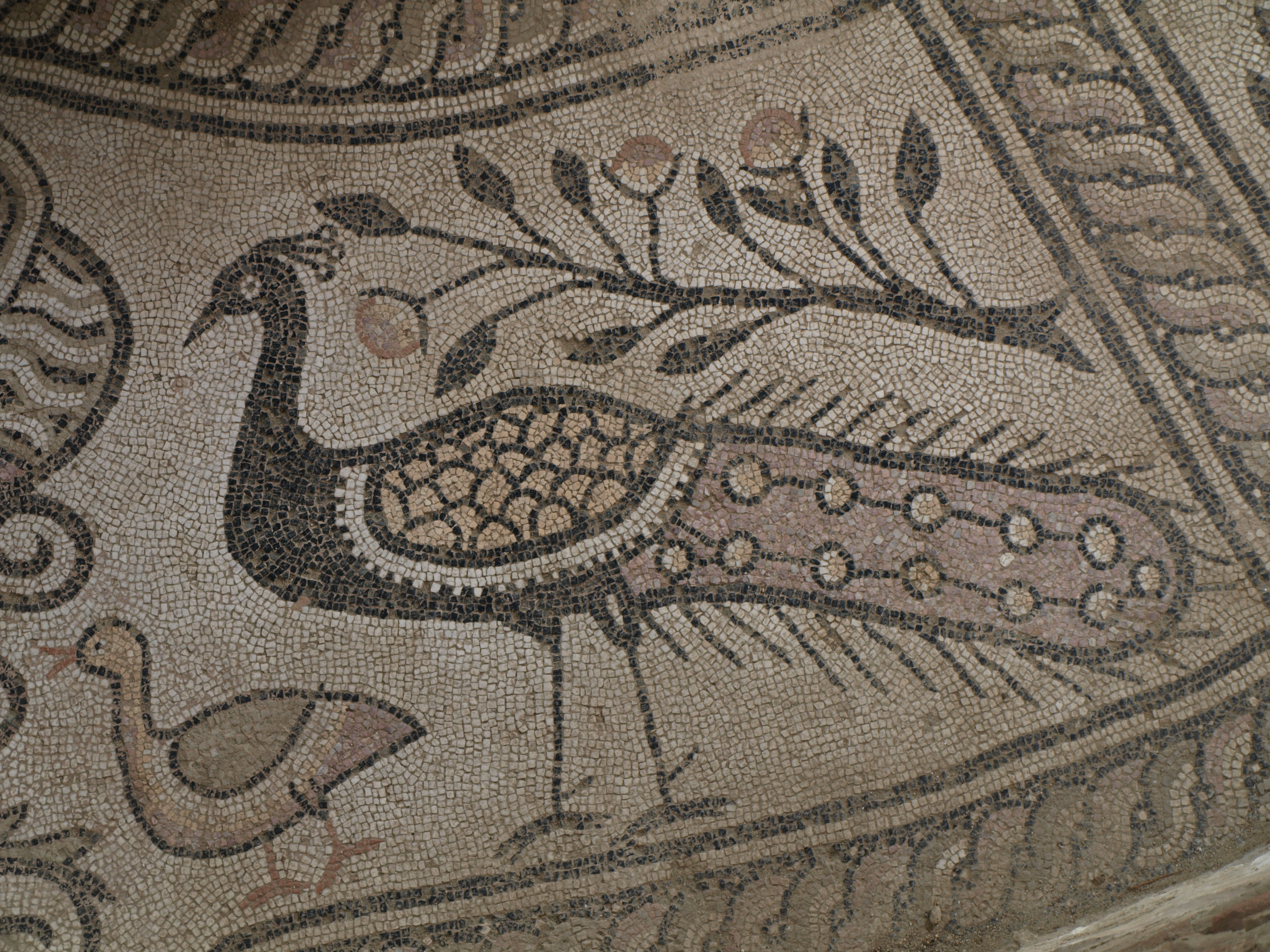
Mosaïque du baptistère
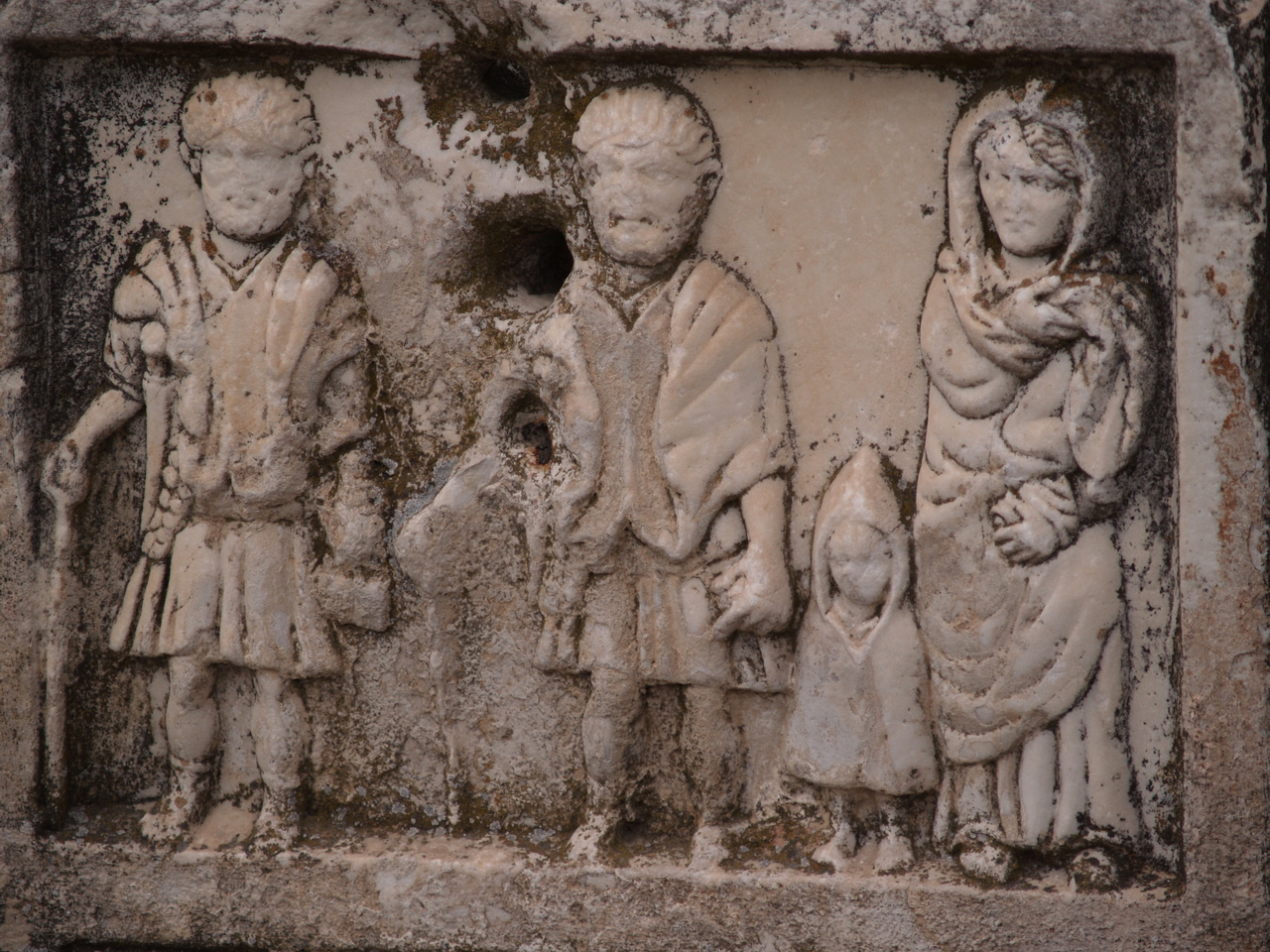
Bas-relief romain
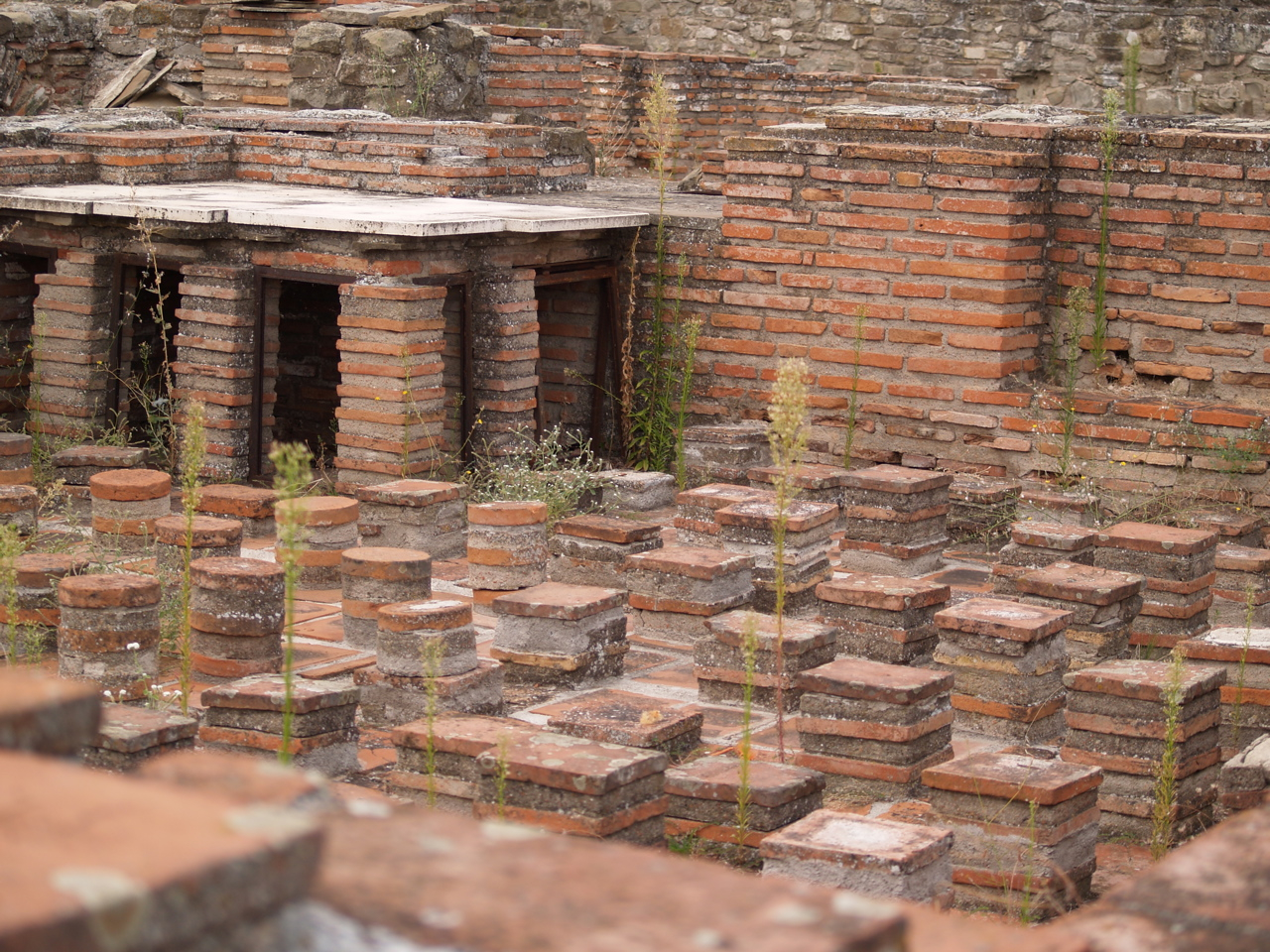
Ruines des thermes